# Scunthorpe
Scunthorpe är en stad  och huvudort i kommunen North Lincolnshire, i grevskapet Lincolnshire, i England med 72 660 invånare. Staden nämns i Domesday Book (1086) som Escumetorp vilket på fornnordiska betyder Skumas hemman. 
Fotbollslaget Scunthorpe United FC kommer från staden. Under tidigt 70-tal spelade både Kevin Keegan och Ray Clemence för klubben.